# وارن (ماساچوست)
وارن، ماساچوست
وارن (به انگلیسی: Warren) شهرکی در شهرستان ورچستر ایالت ماساچوست می‌باشد که در سال ۱۷۴۲ بنیان‌گذاری شده‌است. این شهرک در سرشماری سال ۲۰۱۰ میلادی، ۵٬۱۳۵ نفر جمعیت داشته‌است.